# Hydriastele lepidota
Hydriastele lepidota är en enhjärtbladig växtart som beskrevs av Karl Ewald Maximilian Burret. Hydriastele lepidota ingår i släktet Hydriastele och familjen Arecaceae. Inga underarter finns listade i Catalogue of Life.